# Мокриляс (Мазовецьке воєводство)
Мокриляс (пол. Mokrylas) — село в Польщі, у гміні Вонсево Островського повіту Мазовецького воєводства.
Населення — 161 особа (2011).
У 1975-1998 роках село належало до Остроленцького воєводства.

## Демографія
Демографічна структура станом на 31 березня 2011 року:
|          | Загалом | Допрацездатний вік | Працездатний вік | Постпрацездатний вік |
| -------- | ------- | ------------------ | ---------------- | -------------------- |
| Чоловіки | 73      | 10                 | 52               | 11                   |
| Жінки    | 88      | 14                 | 49               | 25                   |
| Разом    | 161     | 24                 | 101              | 36                   |